# Enallagma praevarum
Enallagma praevarum là một loài chuồn chuồn kim trong họ Coenagrionidae.
Enallagma praevarum is in 1861 voor het eerst wetenschappelijk beschreven door Hagen.

## Hình ảnh

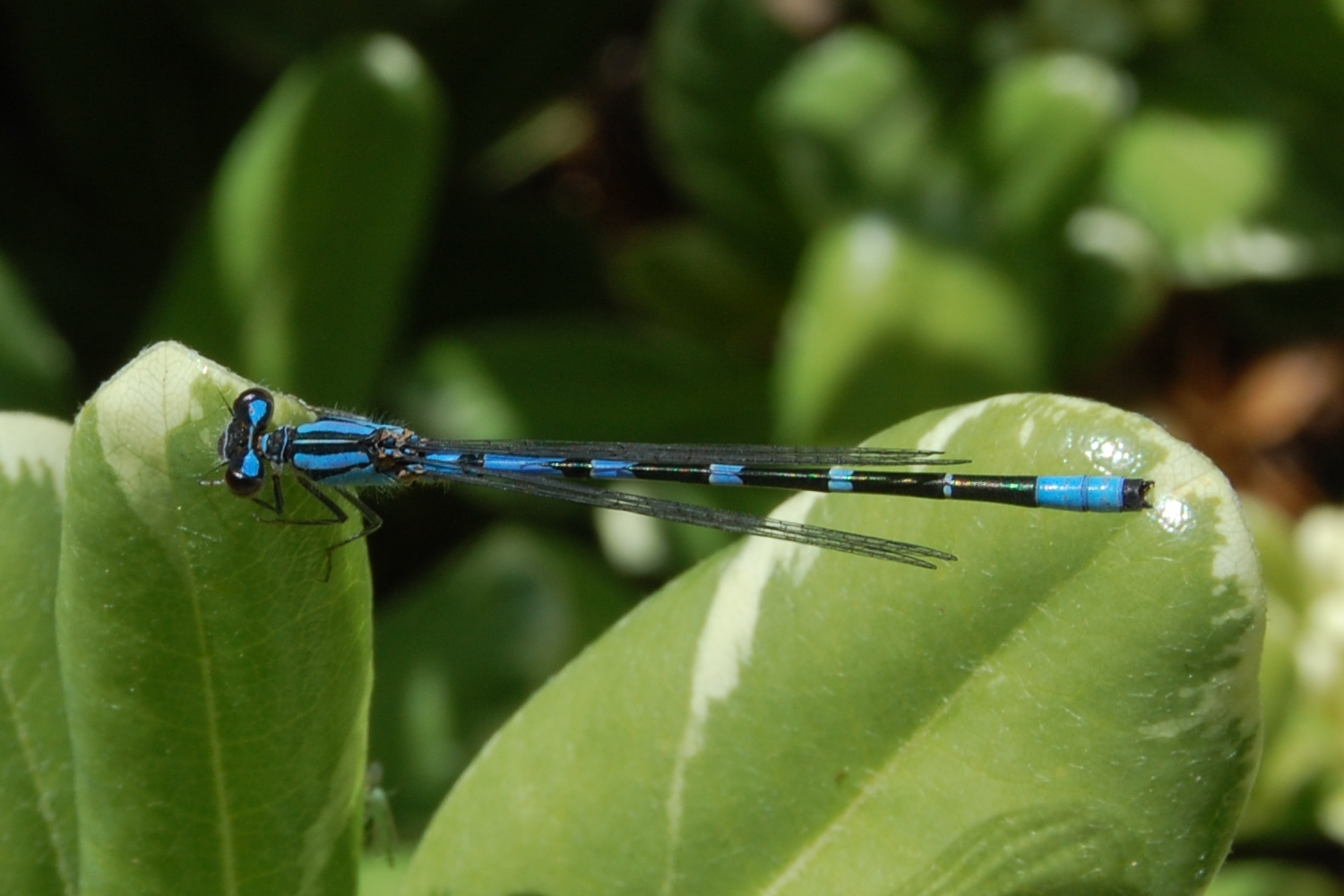
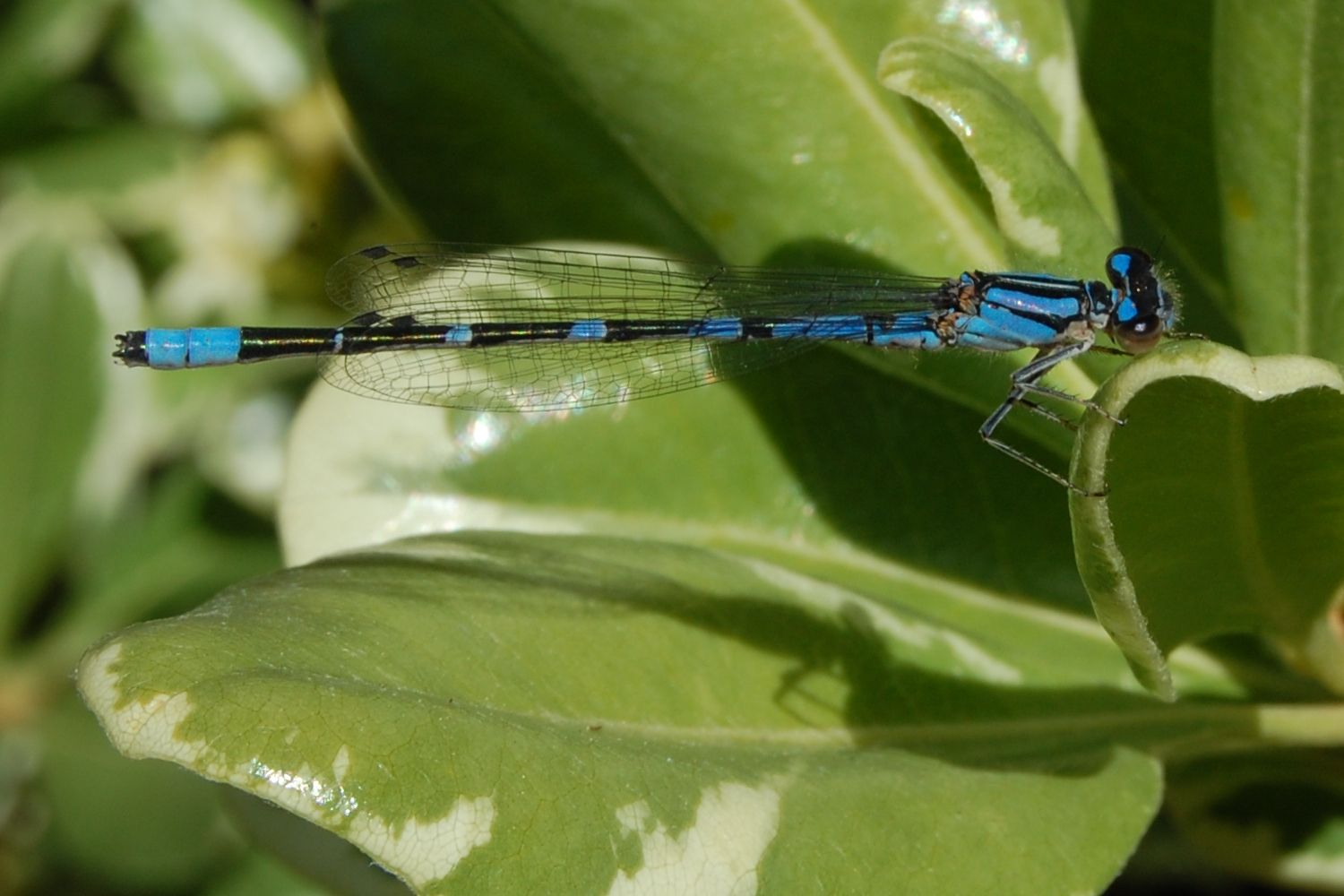